# Liste des films soviétiques sortis en 1938
Cet article présente une liste des films produits en Union soviétique en 1938:

## 1938
| 1938               |                   |                                     |
| Alexandre Nevski   | Александр Невский | Sergueï Eisenstein                  |
| Druzya             | Друзья            | Leo Arnchtam et Viktor Eisymont     |
| The Great Citizen  | Великий гражданин | Fridrikh Ermler                     |
| Professeur Mamlock | Профессор Мамлок  | Herbert Rappaport                   |
| Treasure Island    | Остров сокровищ   | Vladimir Vajnshtok et David Bradley |
| Pobeda             | Победа            | Vsevolod Poudovkine                 |
| Volga Volga        | Волга-Волга       | Grigori Aleksandrov                 |
| Zanguezour         | Зангезур\|        | Amo Bek-Nazarov                     |